# Gentianella transalaica
Gentianella transalaica là một loài thực vật có hoa trong họ Long đởm. Loài này được (Pachom. & Tajdshan.) Czerep. mô tả khoa học đầu tiên năm 1995.